# Steven Weinberg

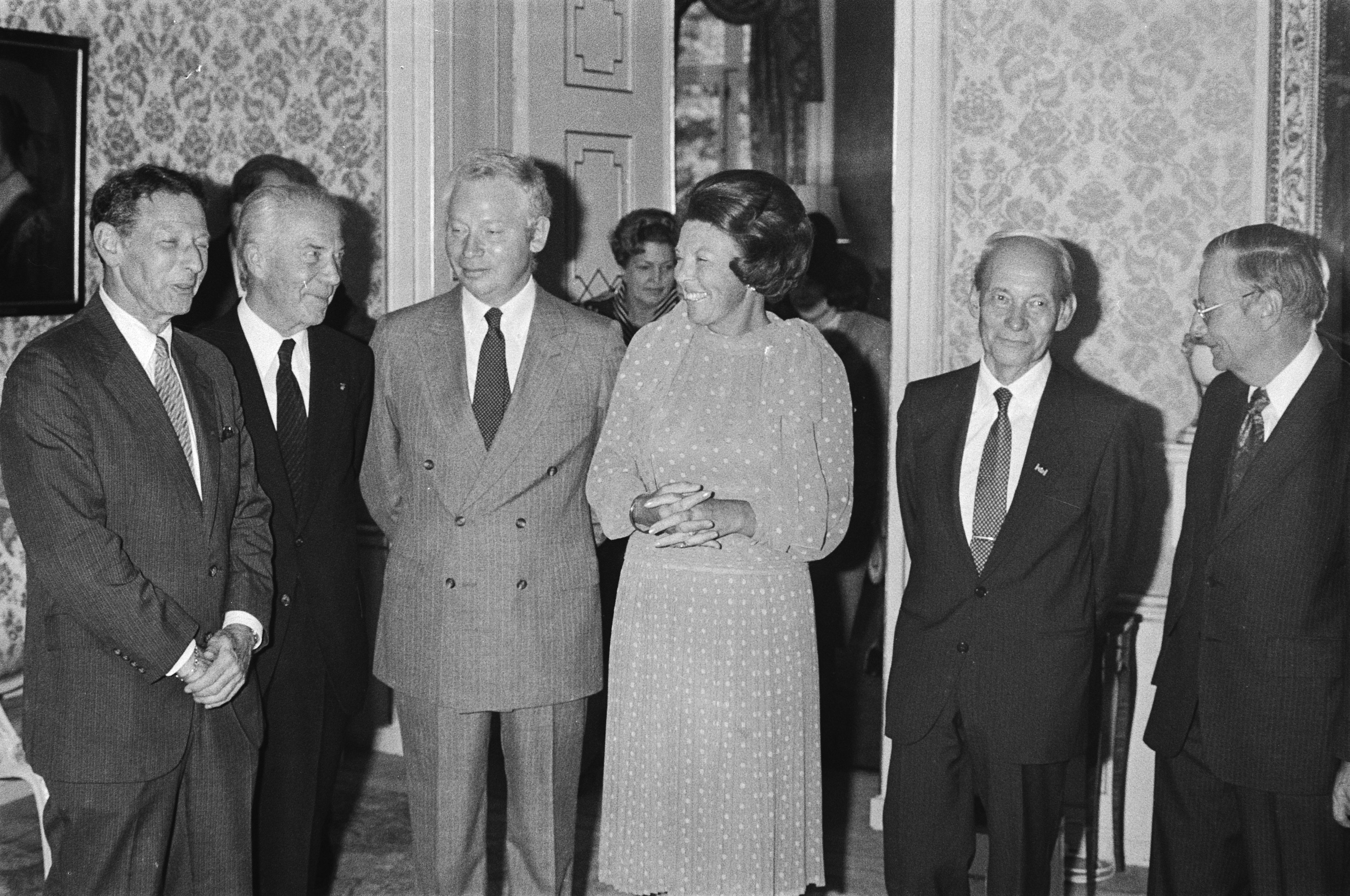
Beatrix ontvangt 5 Nobelprijswinnaars (1983): Paul Berg, Christian de Duve, Steven Weinberg, Manfred Eigen en Nicolaas Bloembergen.

Steven Weinberg (New York, 3 mei 1933 – Austin, 23 juli 2021) was een Amerikaans natuurkundige en in 1979 winnaar van de Nobelprijs voor Natuurkunde voor zijn bijdragen, samen met Abdus Salam en Sheldon Glashow, aan de unificatie van de zwakke kernkracht en elektromagnetische interactie tussen elementaire deeltjes. Bij het grote publiek was hij vooral bekend door zijn boek "The First Three Minutes: A Modern View of the Origin of the Universe", waarin hij beschreef wat er in de eerste periode na de oerknal gebeurde, waarmee het heelal zo'n 13,8 miljard jaar geleden ontstond.

## Biografie
Weinberg werd geboren in New York als zoon van de Joodse immigranten Frederick en Eva Weinberg. In 1950 behaalde hij zijn diploma aan de Bronx High School of Science, in dezelfde klas als mede-Nobelprijswinnaar Sheldon Glashow.
Hij verkreeg in 1954 zijn bachelorgraad aan de Cornell-universiteit. Hierna ging hij voor een jaar naar het Niels Bohr-instituut in Kopenhagen voor zijn vervolgstudie en om onderzoek te doen. Na een jaar ging hij naar de Princeton-universiteit waar hij in 1957 onder supervisie van Sam Treiman zijn PhD-graad behaalde.

## Carrière
Na zijn promotie werkte Weinberg als postdoc-onderzoeker aan de Columbia-universiteit (1957-1959) en als docent aan de universiteit van Californië - Berkeley (1959-1966). Hier werkte hij aan uiteenlopende onderwerpen binnen de deeltjesfysica, zoals het energiegedrag van de kwantumveldentheorie, symmetriebreking, pionverstrooiing, infrarood-fotonen en kwantumgravitatie.
Van 1966 tot 1969 was hij Loeb Lecturer aan de Harvard-universiteit en gasthoogleraar bij het Massachusetts Institute of Technology (MIT). In 1969 verkreeg hij daar een baan als hoogleraar bij de faculteit natuurkunde. In 1973 nam hij de naar Eugene Higgins genoemde leerstoel bij Harvard over van Julian Schwinger; tegelijk werd hij benoemd tot 'Senior Scientist' bij het Smithsonian Astrofysisch Observatorium.
Het was in 1967, tijdens zijn gasthoogleraarschap bij het MIT, dat Weinberg zijn model voorstelde van de unificatie van elektromagnetisme en de zwakke kernkracht (die ervoor zorgt dat atoomkernen vervallen). Bij een energie van ruwweg 100 GeV bleken beide krachten fundamenteel niet meer van elkaar te onderscheiden. Weinbergs model, nu bekend als de elektrozwakke wisselwerking, had dezelfde symmetrische structuur als Glashows voorstel uit 1961 – beide modellen bevatte de toen nog onbekende zwakke interactie tussen leptonen, bekend als de neutrale stroom en gedragen door het Z-boson. De ontdekking van dit Z-boson in 1973 was een verificatie voor de theorie van de elektrozwakke wisselwerking.
In 1979, zes jaar na de experimentele ontdekking van neutrale stromen – en daarmee de ontdekking van het bestaan van het Z-boson, kreeg Weinberg de Nobelprijs voor de Natuurkunde, samen met Sheldon Glashow en Abdus Salam (die onafhankelijk de theorie van de elektrozwakke unificatietheorie had voorgesteld, gebaseerd op spontane symmetriebreking).
In 1982 vertrok Weinberg naar de Universiteit van Texas in Austin waar hij de Theory Group oprichtte binnen de faculteit natuurkunde.

## In de media
In 2004 was hij een van de zes personen aan wie een interview van een volledige uitzending werd gewijd in de documentaireserie The Atheism Tapes van de BBC. Op de Nederlandse TV was hij in 2000 te zien in de serie Van de schoonheid en de troost.